# Franco Di Santo
Franco Matías Di Santo (Mendoza, 7 april 1989) is een Argentijns betaald voetballer die doorgaans als spits speelt. Hij tekende in juli 2015 een contract tot medio 2019 bij FC Schalke 04. Dat betaalde een contractueel vastgelegde gelimiteerde transfersom van circa €6.000.000,- voor hem aan Werder Bremen. Di Santo debuteerde in 2012 in het Argentijns voetbalelftal.

## Clubcarrière
Di Santo stroomde in 2006 door vanuit de jeugdopleiding van de Chileense club Audax Italiano. Hiervoor speelde hij tot januari 2008 meer dan zestig competitiewedstrijden in het eerste team, in de Primera División

### Engeland
Di Santo tekende op 25 januari 2008 een contract voor vierenhalf jaar bij Chelsea. In zijn eerste half jaar bij de Londense club kwam hij uitsluitend uit voor het reserveteam, waarvoor hij zeven doelpunten maakte in acht wedstrijden. Hij scoorde onder meer bij zijn debuut en was verantwoordelijk voor een hattrick tegen de reserves van Tottenham Hotspur. In de voorbereiding voor seizoen 2008/09 werd Di Santo aan de eerste selectie van Chelsea gevoegd. Op 31 augustus maakte hij met een invalbeurt van enkele minuten zijn debuut in de Premier League, in een wedstrijd tegen Tottenham Hotspur. Di Santo kwam in dit seizoen tot acht, voornamelijk kortstondige, invalbeurten. Ook kwam hij drie keer in actie in het toernooi om de FA Cup, dat Chelsea dat jaar won. Chelsea verhuurde Di Santo in augustus 2009 aan Blackburn Rovers. Hij was daar aanvankelijk basisspeler en maakte op 18 oktober 2009 zijn eerste doelpunt in de Premier League, tegen Burnley. Later in het seizoen was Di Santo enkel nog invaller.
Di Santo tekende in augustus 2010 een driejarig contract bij Wigan Athletic. Daarmee was hij de volgende drie seizoenen ook actief in de Premier League. Officieel won hij met Wigan in 2013 voor de tweede keer in zijn carrière de FA Cup, maar zelf kwam hij dat seizoen geen minuut in actie in dit toernooi. Hij degradeerde datzelfde seizoen met Wigan uit de Premier League.

### Duitsland
Di Santo ging niet met Wigan naar de Championship, maar tekende in augustus 2013 een driejarig contract bij Werder Bremen, dat hem transfervrij overnam van Wigan. Hij speelde de volgende twee seizoenen bijna vijftig wedstrijden in de Bundesliga met de Duitse club, waarmee hij achtereenvolgens als twaalfde en tiende eindigde in de competitie.
Di Santo tekende in juli 2015 een contract tot medio 2019 bij FC Schalke 04, de nummer zes van de Bundesliga in het voorgaande seizoen. Dat betaalde een contractueel vastgelegde gelimiteerde transfersom van circa €6.000.000,- voor hem.

## Clubstatistieken
| Seizoen | Club               | Land      | Competitie       | Wed. | Doelp. |
| ------- | ------------------ | --------- | ---------------- | ---- | ------ |
| 2006    | Audax Italiano     | Chili     | Primera División | 24   | 7      |
| 2007    | Audax Italiano     | Chili     | Primera División | 37   | 7      |
| 2008/09 | Chelsea            | Engeland  | Premier League   | 8    | 0      |
| 2009/10 | → Blackburn Rovers | Engeland  | Premier League   | 22   | 1      |
| 2010/11 | Wigan Athletic     | Engeland  | Premier League   | 25   | 1      |
| 2011/12 | Wigan Athletic     | Engeland  | Premier League   | 32   | 7      |
| 2012/13 | Wigan Athletic     | Engeland  | Premier League   | 35   | 5      |
| 2013/14 | Werder Bremen      | Duitsland | Bundesliga       | 23   | 4      |
| 2014/15 | Werder Bremen      | Duitsland | Bundesliga       | 26   | 13     |
| 2015/16 | FC Schalke 04      | Duitsland | Bundesliga       | 25   | 2      |
| 2016/17 | FC Schalke 04      | Duitsland | Bundesliga       | 12   | 0      |
| 2017/18 | FC Schalke 04      | Duitsland | Bundesliga       | 30   | 3      |
| 2018/19 | FC Schalke 04      | Duitsland | Bundesliga       | 4    | 0      |
| 2018/19 | Rayo Vallecano     | Spanje    | Primera Division | 6    | 0      |
| Totaal  | Totaal             | Totaal    | Totaal           | 309  | 49     |

## Interlandcarrière
Di Santo kwam uit voor het Argentijns team voor spelers onder de 20. Hij maakte deel uit van het team dat goud won op de Olympische Zomerspelen 2008 in Peking.

## Erelijst
| Competitie     |         |         |         |         |
| Competitie     | Aantal  | Jaren   |         |         |
| Chelsea        | Chelsea | Chelsea | Chelsea | Chelsea |
| -------------- | ------- | ------- | ------- | ------- |
| FA Cup         | 1x      | 2008/09 |         |         |
| Wigan Athletic |         |         |         |         |
| FA Cup         | 1x      | 2012/13 |         |         |